# Ranxeria Resighini
La ranxeria Resighini, situada just al sud de Klamath (Califòrnia), és una ranxeria i una tribu reconeguda federalment dels yuroks, un poble d'amerindis de Califòrnia. Anteriorment era coneguda com la Comunitat índia Costa d'indis Yurok de la Ranxeria Resighini.
La reserva té una extensió de 228 acres i es va establir principalment pels membres afiliats a la comunitat costa dels yuroks. Segons el cens dels Estats Units del 2000 hi ha una població resident de 36 persones. Està completament envoltada per la reserva índia Yurok.